# Abbà Pater
Abbà Pater es un álbum de estudio del Papa Juan Pablo II, lanzado en 1999 por Sony International en conmemoración del jubileo del año 2000. Costó hasta $65 dólares y es el último disco del Papa, tiene meditaciones en inglés, francés, español, italiano y latín.

## Datos
- Papa Juan Pablo II - vocales.
- Nueva Orquesta Sinfónica de Roma, dirigida por Riccardo Biseo - Temas 2–5, 8, 9-11.
- Orquesta Santa Catalina de Alejandría, dirigida por Leonardo De Amicis - Temas 1 y 6.
- Coro académico de Roma - Temas 3, 4, 7 y 9.
- Coro de Pablo Colino - Tema 4.
- Echo - Tema 8.
- Catharina Scharp - Vocales en los temas 3, 5 y 9.